# Нісікава Сукенобу
Нісікава Сукенобу (*西川 祐信, 1671  —20 серпня 1750) — японський художник в жанрі укійо-е періоду Едо.

## Життєпис
Народився 1671 року в Кіото. Навчався в школі Кано Ейно, відгалуженню школи Кано. Потім навчався у Тоса Міцусуке, представника школи Тоса. Пізніше вивчав мистецтво Йосіда Хамбея і звернувся до Укійо-е.
Перші роботи виконано у 1699 році, проте першою відовою підписаною картиною був сувій 1708 року. Починаючи з 1710 року ілюстрував багато книг і альбомів класичної літератури, що виходили друком в Осака і Кіото. До своєї смерті 1750 року проілюстрував 21 книгу.
Його творчість вплинуло на Оока Мітінобу, Цукіока Сеттей, Судзукі Харунобу.

## Творчість
Живописець і майстер станкових гравюр. Працював в жанрі бідзінага, робив також ілюстрації на історичні сюжети і легенди.
Нісікава Сукенобу дає нове художнє тлумачення зображеню красунь та куртизанок, розкриваючи її ліричний бік. Грація і витонченість його героїнь стають узагальненим вираженням поезії і краси, побаченої художником в повсякденної реальності. Вираз облич — м'яке, в одязі відчувається вишуканість смаку (приклад — картина «Туалет»).
Окремих станкових гравюр Нісікава Сукенобу створив небагато. Він робив переважно малюнки для книг і альбомів. Кращі його роботи — «Книга сосни» в трьох томах (1720 рік), «Вивчення ста жінок» (1723 рік), «Ілюстрована книга гори Асака» (1739 рік), «Ілюстрована книга японських речей» в 10 сувоях (1742 рік). Малюнки в цих книгах, що зображують жінок за різними буденними заняттями, виконані з властивим художникові майстерністю лінії, чистою, каліграфічно вишуканою і разом з тим глибоко емоційною.
Був відомим зображенням самураїв (жанр муса-е). Також Нісікава Сукенобу відомий майстер жанру сюнґа і зображення кагема. Крім того, випустив декілько книг з моделями кімоно.